# 12. sekretariát ústředního výboru Komunistické strany Číny
12. sekretariát ústředního výboru Komunistické strany Číny (čínsky v českém přepisu Čung-kuo kung-čchan-tang ti-š’-er-ťie čung-jang šu-ťi-čchu, pchin-jinem Zhōngguó Gòngchǎndǎng dìshí'èrjiè Zhōngyāng Shūjichù, znaky 中国共产党第十二届中央书记处) byl v letech 1982–1987 skupinou cca desítky členů ústředního výboru Komunistické strany Číny, která byla částí širšího vedení Komunistické strany Číny.
Dvanáctý sekretariát byl zvolen 13. září 1982 na první zasedání 12. ústředního výboru zvoleného na závěr XII. sjezdu KS Číny. Měl 10 členů: Chu Jao-pang s titulem generálního tajemníka ÚV stál v čele (a celé strany) a devět tajemníků sekretariátu kterými se stali Wan Li, Si Čung-sün, Teng Li-čchün, Jang Jung, Jü Čchiou-li, Ku Mu, Čchen Pchi-sien, Chu Čchi-li a Jao I-lin. Dále k sekretariátu patřili i dva kandidáti – Čchiao Š’ a jediná žena Chao Ťien-siou.
Jang Jung už v lednu 1983 zemřel, k dalším změnám došlo v září 1985, když v rámci rozsáhlých odchodů starých členů ústředního výboru a reorganizace vedení strany rezignovali na své funkce i tajemníci sekretariátu Si Čung-sün, Ku Mu a Jao I-lin; novými tajemníky byli zvoleni oba dosavadní kandidáti (Čchiao Š’ a Chao Ťien-siou) a dále Tchien Ťi-jün, Li Pcheng a Wang Čao-kuo.

## Role sekretariátu v řízení strany
Úkolem sekretariátu bylo zajišťování realizace a koordinace politiky stanovené politbyrem a jeho stálým výborem a každodenní řízení strany a země. Členové sekretariátu měli na starosti koordinaci politiky navzájem a ve svých oblastech činnosti, a sice Teng Li-čchün zodpovídal za ideologii a propagandu; Chu Čchi-li a Čchiao Š’ spravovali stranický aparát po organizační a personální stránce; Chao Ťien-siou se věnovala jednotné frontě; Jang Jung a Jü Čchiou-li zajišťovali realizaci politiky strany v armádě; dále byli tajemníky sekretariátu představitelé vlády – Wan Li jako první místopředseda vlády, místopředseda vlády pro ekonomiku a plánování Jao I-lin a státní poradce pro zahraniční obchod Ku Mu; nakonec Čchen Pchi-sien a Si Čung-sün odpovídali za právo a legislativu a Všečínské shromáždění lidových zástupců. Od roku 1985 Čchiao Š’ převzal od Čchen Pchi-siena otázky práva a bezpečnosti, místopředsedové vlády Tchien Ťi-jün a Li Pcheng odpovídali za zemědělství, resp. průmysl a Wang Čao-kuo působil ve stranickém aparátu.
Podle stanov měl sekretariát pod vedením politbyra a stálého výboru politbyra a politbyra vést každodenní řízení strany, nicméně po XII. sjezdu se politbyro scházelo zřídka a zásadní rozhodnutí byla přijímána stálým výborem politbyra. Ten ale také nepracoval pravidelně. Většina jeho členů byla velmi stará – Jie Ťien-jing dosáhl roku 1982 85 let věku, Teng Siao-pching 78, Čchen Jün 77, Li Sien-nien 73, mladší Chu Jao-pang a Čao C’-jang „pouze“ 67 a 63 let – a tedy nepříliš pracovně výkonná, navíc Teng a Čchen měli spolu špatné vztahy a neradi se scházeli. Se slabou aktivitou stálého výboru a politbyra na sebe sekretariát v čele s Chu Jao-pangem stáhl vyšší díl rozhodování než mu formálně náleželo a fakticky řídil stranu a zemi. Nepřiměřené posílení sekretariátu a generálního tajemníka bylo (vedle obvinění z nebránění buržoazní liberalizaci) hlavním důvodem pro odvolání Chu Jao-panga z úřadu generálního tajemníka v lednu 1987. Úřadujícím generálním tajemníkem se od ledna 1987 stal Čao C’-jang, ale sekretariát ztratil své silné postavení, když od ledna 1987 do XIII. sjezdu v říjnu 1987 každodenní řízení strany převzala ad hoc ustavená pětka Čao C’-jang, Po I-po, Jang Šang-kchun, Wan Li a Chu Čchi-li.
Po XIII. sjezdu se s obnovením stranického vedení politbyro i stálý výbor politbyra nadále scházely pravidelně a sekretariát byl jim podřízen a pracoval v rámci politik jimi určených.

## Složení sekretariátu
Jako úřad je uvedeno zaměstnání a funkce vykonávané v době členství v sekretariátu.
VSLZ a ČLPPS jsou Všečínské shromáždění lidových zástupců a Čínské lidové politické poradní shromáždění.
| Minulé období                                                                       | Jméno                                        | Rok narození          | Úřady a funkce | Úřady a funkce                                                                                         | Úřady a funkce | Další období                        |
| Minulé období                                                                       | Jméno                                        | Rok narození          | civilní stranické | civilní státní a jiné                                                                                  | vojenské | Další období                        |
| generální tajemník ÚV                                                               | generální tajemník ÚV                        | generální tajemník ÚV | generální tajemník ÚV | generální tajemník ÚV                                                                                  | generální tajemník ÚV | generální tajemník ÚV               |
| ----------------------------------------------------------------------------------- | -------------------------------------------- | --------------------- | --- | --- | --- | ----------------------------------- |
| 11. politbyro, 11. sekretariát                                                      | Chu Jao-pang 胡耀邦 odvolán v lednu 1987     | 1915                  | člen stálého výboru politbyra | | | 13. politbyro                       |
| Tajemníci sekretariátu, od září 1982                                                |                                              |                       | | | |                                     |
| 11. sekretariát                                                                     | Wan Li 万里                                  | 1916                  | člen politbyra | místopředseda Státní rady                                                                              | | 13. politbyro                       |
| 11. sekretariát                                                                     | Si Čung-sün 习仲勋, (rezignoval v září 1985) | 1913                  | člen politbyra (rezignoval v září 1985) | místopředseda stálého výboru VSLZ (do června 1983)                                                     | | –                                   |
| –                                                                                   | Teng Li-čchün 邓力群                         | 1915                  | člen ÚV, vedoucí oddělení propagandy ÚV (do srpna 1985) | | | –                                   |
| –                                                                                   | Jang Jung 杨勇, (zemřel v lednu 1983)        | 1913                  | člen ÚV | | generálplukovník, zástupce náčelníka generálního štábu, zástupce generálního sekretáře ústřední vojenské komise KS Číny                                                    | –                                   |
| 11. politbyro, 11. sekretariát                                                      | Jü Čchiou-li 余秋里                          | 1914                  | člen politbyra | státní poradce Státní rady (do června 1983)                                                            | generálporučík, zástupce generálního sekretáře Ústřední vojenské komise KS Číny, náčelník Hlavní politické správy ČLOA, člen Ústřední vojenské komise ČLR (od června 1983) | –                                   |
| 11. sekretariát                                                                     | Ku Mu 谷牧 (rezignoval v září 1985)          | 1914                  | člen ÚV | státní poradce Státní rady                                                                             | | –                                   |
| –                                                                                   | Čchen Pchi-sien 陈丕显                       | 1916                  | člen ÚV, tajemník politické a právní komise ÚV (květen 1983 – červen 1985) | první místopředseda stálého výboru VSLZ (od června 1983)                                               | | –                                   |
| –                                                                                   | Chu Čchi-li 胡啟立                           | 1929                  | vedoucí Hlavní kanceláře ÚV (do června 1983), člen ÚV, od září 1985 člen politbyra | | | 13. politbyro, 13. sekretariát      |
| 11. sekretariát                                                                     | Jao I-lin 姚依林 (do září 1985)              | 1917                  | do září 1985 kandidát, pak člen politbyra | místopředseda Státní rady                                                                              | | 13. politbyro                       |
| Kandidáti sekretariátu v září 1982 – září 1985, tajemníci sekretariátu od září 1985 |                                              |                       | | | |                                     |
| –                                                                                   | Čchiao Š’ 乔石                               | 1924                  | člen ÚV, od září 1985 člen politbyra, vedoucí oddělení mezinárodních vztahů ÚV (do července 1983), vedoucí Hlavní kanceláře ÚV (červen 1983 – duben 1984), vedoucí organizačního oddělení ÚV (duben 1984 – červenec 1985), tajemník politické a právní komise ÚV (od července 1985) | od dubna 1986 místopředseda Státní rady                                                                | | 13., 14. politbyro, 13. sekretariát |
| –                                                                                   | Chao Ťien-siou 郝建秀                        | 1935                  | člen ÚV, odpovědná za Jednotnou frontu | ministryně textilního průmyslu (do června 1983), místopředsedkyně Všečínského svazu žen (do září 1983) | | –                                   |
| Tajemníci sekretariátu od září 1985                                                 |                                              |                       | | | |                                     |
| –                                                                                   | Tchien Ťi-jün 陈丕显                         | 1916                  | od září 1985 člen politbyra | místopředseda Státní rady                                                                              | | 13., 14., 15. politbyro             |
| –                                                                                   | Li Pcheng 陈丕显                             | 1916                  | od září 1985 člen politbyra | místopředseda Státní rady, od listopadu 1987 úřadující předseda Státní rady                            | | 13., 14., 15. politbyro             |
| –                                                                                   | Wang Čao-kuo 王兆国                          | 1941                  | člen ÚV, vedoucí Hlavní kanceláře ÚV (do dubna 1986) | | | 16., 17. politbyro                  |